# Otto Reinhold von Holtz
Otto Reinhold von Holtz (Keila, 1757. május 2. – Keila, 1828. május 10.) balti német evangélikus lelkész, író és műfordító.

## Élete
Nagyapja svéd őrnagy volt, aki a Nagy északi háború alatt orosz fogságba esett, s Észtországban maradt. Apja Keila lelkésze s Harjumaa prépostja volt. Otto Reinhold 1774 és 1778 közt a greifswaldi és a Tübingeni Egyetemen hallgatott teológiát. Tanulmányai után magántanárként dolgozott, majd 1780-ban visszatért Észtországba. Előbb mint apja segédje, majd annak halála után Keila lelkésze tevékenykedett. 1800-ban Harjumaa prépostja lett. Tagja volt az észt konzisztóriumnak is.
Kampányolt az észt vidéki lakosság iskolázottsági szintjének emeléséért. 1812-től tagja volt az új paraszttörvényt előkészítő bizottságnak. Orvosi brosúrákat fordított észt nyelvre. 1806 és 1818 közt a didaktikus és szórakoztattó „egyperces” novellák (Kalendergeschichten) egyik legtermékenyebb szerzője, emellett útikönyvek írója volt. F
őműve a Luggemissed Eestima Tallorahwa Moistusse ja Süddame Juhhatamisseks (1817) című könyv, amely a benne szereplő, németből fordított olvasmányok, vallásos himnuszok és versek mellett számos Észtországra vonatkozó szöveget is tartalmaz. 1819-től tagja volt az elemi iskolák alapításával foglalkozó észt bizottságnak. Vándortanítókat alkalmazott, akik a vidéki gyermekeket olvasni tanították, emellett célul tűzte ki a falusi iskolai tanítók képzését szolgáló intézmény megalapítását. Nagy követője volt Friedrich Schiller-nek, észtre fordította Schiller Óda az Örömhöz című alkotását Rööm! Sa taewa ello sedde címmel. Elkészítette Ludwig Christoph Heinrich Hölty munkáinak észt fordítását is. Saját maga is írt észt nyelvű verseket, ezek közül legismertebb az Ühhe peigmehhe nutulaul omma prudi taganemisse pärast című szerelmi költemény.

## Válogatott munkái

### Jogi munkák fordításai
- Iggaüks (1802)
- Eestima Tallorahwa Seäduse (1805)
- Eestimaa Tallorahwa Kohto-Seäduse ehk Wallakohto Kässo-Ramatu (1805)
- Eestima Tallorahwa Seädmised (1816)

### Orvosi munkák fordításai
- Lühhike öppetus nende abbiks, kes näivad surnud ollewad ja ommeti weel ellawad (1811)
- Lühhike öppetus Eestima Tallorahwa Ämmadele (1812)

### Didaktikus antológia
- Luggemissed Eestima Tallorahwa Moistusse ja Süddame Juhhatamisseks. Tallinnas, trükkitud J. H. Gresseli kirjadega, aastal 1817

## Fordítás
- Ez a szócikk részben vagy egészben  az   Otto Reinhold von Holtz című német Wikipédia-szócikk ezen változatának fordításán alapul.  Az eredeti cikk szerkesztőit annak laptörténete sorolja fel. Ez a jelzés csupán a megfogalmazás eredetét és a szerzői jogokat jelzi, nem szolgál a cikkben szereplő információk forrásmegjelöléseként.